# Area metropolitana di Joplin

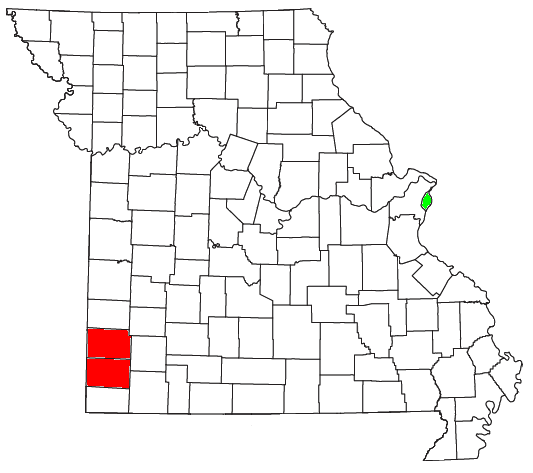
Localizzazione dell'area metropolitana

L'area metropolitana di Joplin è un'area metropolitana degli Stati Uniti d'America che comprende la città di Joplin nello stato del Missouri e alcune zone circostanti sia del Missouri, sia dell'Oklahoma.
L'area metropolitana di Joplin ha una popolazione di 207.488 (stima 2013). L'area metropolitana, come definito dall'Ufficio per la gestione e il bilancio, si compone di tre contee, due nel Missouri e una nell'Oklahoma. Oltre alle città principali, le contee consistono principalmente di piccole aree urbane con una popolazione di circa 3 000 abitanti, e di comunità rurali, la maggior parte delle quali hanno una popolazione inferiori ai 1 000 abitanti.

## Contee

### Missouri
- Contea di Jasper
- Contea di Newton

### Oklahoma
- Contea di Ottawa

## Città principali
- Joplin (50 789 abitanti)
- Carthage (14 232 abitanti)
- Miami (13 758 abitanti)
- Neosho (12 157 abitanti)

## Demografia
Al censimento del 2010, risultarono 175,518 abitanti, 64,286  nuclei familiari e 44,270 famiglie residenti nell'area metropolitana. La composizione etnica dell'area è 93.55% bianchi, 1.51% neri o afroamericani, 1.66% nativi americani, 1.08% asiatici, 0.26% isolani del Pacifico, 1.45% di altre razze e 5.23% ispanici e latino-americani. Per ogni 100 donne ci sono 95,3 maschi. Per ogni 100 donne sopra i 18 anni, ci sono 90,9 maschi.
Il reddito medio di un nucleo familiare è di $37,158 mentre per le famiglie è di $44,564. Gli uomini hanno un reddito medio di $29,315 contro $20,883 delle donne. Il reddito pro capite dell'area è di $16,340.
| Area metropolitana di Joplin Popolazione |                 |
| 1970                                     | 112.746         |
| 1980                                     | 127.515         |
| 1990                                     | 135.905         |
| 2000                                     | 157.322         |
| 2010                                     | 175.518         |
| 2013                                     | 207.488 (stima) |